# Ernest Asante
Ernest Kwabena Asante (Sunyani, 6 november 1988) is een Ghanees-Deens voetballer die doorgaans uitkomt als aanvaller. In juli 2025 verliet hij Doxa Katokopia. Asante maakte in 2019 zijn debuut in het Ghanees voetbalelftal.

## Clubcarrière
Asante speelde in Ghana in de opleiding van Feyenoord Fetteh en werd naar Europa gehaald door Beveren. In januari 2011 kocht IK Start de aanvaller na een succesvolle oefenstage. Vier jaar later werd Stabæk zijn nieuwe werkgever. In de zomer van 2016 verkaste de Ghanees naar het Deense FC Nordsjælland na vijfenhalf jaar in Noorwegen. In de zomer van 2018 verkaste de aanvaller naar Al-Jazira. Daarna speelde hij achtereenvolgens voor Al-Hazm en Al-Fujairah, alvorens hij in de zomer van 2020 voor twee jaar tekende bij Omonia Nicosia. Twee jaar later verkaste hij naar Doxa Katokopia. Hij speelde hier twee wedstrijden, voor hij diezelfde transfermarkt verhuurd werd aan AEK Larnaca.

## Clubstatistieken
| Seizoen | Club            | Competitie       | Competitie | Competitie | Beker | Beker | Internationaal | Internationaal | Totaal | Totaal |
| Seizoen | Club            | Competitie       | Wed.       | Dlp.       | Wed.  | Dlp.  | Wed.           | Dlp.           | Wed.   | Dlp.   |
| ------- | --------------- | ---------------- | ---------- | ---------- | ----- | ----- | -------------- | -------------- | ------ | ------ |
| 2009/10 | Beveren         | Tweede klasse    | 26         | 3          | 1     | 0     | —              | —              | 27     | 3      |
| 2011    | IK Start        | Eliteserien      | 23         | 0          | 4     | 1     | —              | —              | 27     | 1      |
| 2012    | IK Start        | 1. divisjon      | 29         | 11         | 2     | 0     | —              | —              | 31     | 11     |
| 2013    | IK Start        | Eliteserien      | 28         | 6          | 3     | 0     | —              | —              | 31     | 6      |
| 2014    | IK Start        | Eliteserien      | 29         | 8          | 2     | 0     | —              | —              | 31     | 8      |
| 2015    | Stabæk          | Eliteserien      | 30         | 10         | 4     | 2     | —              | —              | 34     | 2      |
| 2016    | Stabæk          | Eliteserien      | 20         | 2          | 2     | 0     | 2              | 0              | 24     | 2      |
| 2016/17 | FC Nordsjælland | Superligaen      | 30         | 5          | 0     | 0     | —              | —              | 30     | 5      |
| 2017/18 | FC Nordsjælland | Superligaen      | 36         | 16         | 0     | 0     | —              | —              | 36     | 16     |
| 2018/19 | Al-Jazira       | UAE Pro League   | 24         | 8          | 4     | 1     | —              | —              | 28     | 9      |
| 2019/20 | Al-Hazm         | Saudi Pro League | 9          | 0          | 0     | 0     | —              | —              | 9      | 0      |
| 2019/20 | Al-Fujairah     | UAE Pro League   | 7          | 1          | 0     | 0     | —              | —              | 7      | 1      |
| 2020/21 | Omonia Nicosia  | A Divizion       | 30         | 8          | 2     | 0     | 9              | 1              | 41     | 9      |
| 2021/22 | Omonia Nicosia  | A Divizion       | 9          | 2          | 2     | 1     | 0              | 0              | 11     | 3      |
| 2022/23 | Doxa Katokopia  | A Divizion       | 2          | 0          | 0     | 0     | —              | —              | 2      | 0      |
| 2022/23 | → AEK Larnaca   | A Divizion       | 11         | 0          | 1     | 0     | 0              | 0              | 12     | 0      |
| 2022/23 | Doxa Katokopia  | A Divizion       | 22         | 6          | 2     | 0     | —              | —              | 24     | 6      |
| 2023/24 | Doxa Katokopia  | A Divizion       | 40         | 5          | 0     | 0     | —              | —              | 40     | 5      |
| 2024/25 | Doxa Katokopia  | B' Kategoria     | 23         | 7          | 0     | 0     | —              | —              | 23     | 7      |
| Totaal  | Totaal          | Totaal           | 428        | 98         | 29    | 5     | 11             | 1              | 468    | 104    |

Bijgewerkt op 11 juli 2025.

## Interlandcarrière
Asante maakte op 23 maart 2019 zijn debuut in het Ghanees voetbalelftal, toen een kwalificatiewedstrijd voor het Afrikaans kampioenschap 2019 tegen Kenia gespeeld werd. Door een doelpunt van Caleb Ekuban won Ghana met 1–0. Asante moest van bondscoach James Kwesi Appiah op de reservebank beginnen en hij mocht veertien minuten voor tijd invallen voor Jordan Ayew.
| Interlands van Ernest Asante voor Ghana | Interlands van Ernest Asante voor Ghana | Interlands van Ernest Asante voor Ghana | Interlands van Ernest Asante voor Ghana | Interlands van Ernest Asante voor Ghana | Interlands van Ernest Asante voor Ghana |
| №                                       | Datum                                   | Wedstrijd                               | Uitslag                                 | Competitie                              | Goals                                   |
| Als speler bij Al-Jazira                | Als speler bij Al-Jazira                | Als speler bij Al-Jazira                | Als speler bij Al-Jazira                | Als speler bij Al-Jazira                | Als speler bij Al-Jazira                |
| --------------------------------------- | --------------------------------------- | --------------------------------------- | --------------------------------------- | --------------------------------------- | --------------------------------------- |
| 1                                       | 23 maart 2019                           | Ghana – Kenia                           | 1 – 0                                   | AK 2019 kwalificatie                    |                                         |
| 2                                       | 26 maart 2019                           | Ghana – Mauritanië                      | 3 – 1                                   | Vriendschappelijk                       |                                         |

Bijgewerkt op 11 juli 2025.

## Erelijst
| Competitie     |          |          |          |          |
| Competitie     | Aantal   | Jaren    |          |          |
| IK Start       | IK Start | IK Start | IK Start | IK Start |
| -------------- | -------- | -------- | -------- | -------- |
| 1. divisjon    | 1        | 2012     |          |          |
| Omonia Nicosia |          |          |          |          |
| A Divizion     | 1        | 2020/21  |          |          |
| Kypello Kyprou | 1        | 2021/22  |          |          |
| Super Cup      | 1        | 2021     |          |          |